# Vilarinho (Santo Tirso)
Vilarinho es una freguesia portuguesa del concelho de Santo Tirso, con 5,70 km² de superficie y 4.036 habitantes (2001). Su densidad de población es de 708,1 hab/km².